# Fatah Hawks
Les Fatah Hawks est le nom de deux groupes armés palestiniens; le premier est un groupe des années 1980 et le second s'agit d'une ramification des Brigades des martyrs d'Al-Aqsa. 
Les groupes sont inactifs.

## Les groupes
Le premier groupe était connu pour des attaques au couteau ou des embuscades. Il est dissous avec les accords d'Oslo.
Le second groupe est responsable de nombreuses attaques contre l'armée israélienne dans la bande de Gaza. Yasser Abu Samahdaneh, membre des Fatah Hawks, est responsable de la mort d'au moins 35 Arabes, dont beaucoup étaient des ennemis personnels ou des rivaux politiques qu'il a arbitrairement exécutés et d'un meurtre du civil israélien Yehoshua Weisbrod. Le groupe est réapparu le 12 décembre 2002, en faisant sauter un terminal de passage israélien à la frontière entre la bande de Gaza et l’Égypte.